# Nazionale femminile di football americano dell'Honduras
La nazionale di football americano femminile dell'Honduras è la selezione maggiore femminile di football americano della FENAFAH che rappresenta l'Honduras nelle varie competizioni ufficiali o amichevoli riservate a squadre nazionali femminili.

## Dettaglio stagioni

### Amichevoli
| Stagione | Vin | Par | Per | Tot | PF | PS | avversaria                     |
| -------- | --- | --- | --- | --- | -- | -- | ------------------------------ |
| 2017     | 1   | 0   | 1   | 2   | 19 | 50 | El Salvador, Leonas de Yucatan |
| Totale   | 1   | 0   | 1   | 2   | 19 | 50 |                                |

### Riepilogo partite disputate
| Anno              | Luogo    | Evento     | Fase del torneo | Incontro                     | Risultato |
| 29 aprile 2017    | Honduras | Amichevole |                 | Honduras - El Salvador       | 13 - 12   |
| 30 settembre 2017 | Yucatán  | Amichevole |                 | Leonas de Yucatan - Honduras | 38 - 6    |

## Confronti con le altre Nazionali
Questi sono i saldi dell'Honduras nei confronti delle Nazionali e selezioni incontrate.

### Saldo positivo
| Nazionale   | Giocate | Vinte | Pareggiate | Perse | PF | PS | Ultima vittoria | Ultimo pari | Ultima sconfitta |
| ----------- | ------- | ----- | ---------- | ----- | -- | -- | --------------- | ----------- | ---------------- |
| El Salvador | 1       | 1     | 0          | 0     | 13 | 12 | 2017            | -           | -                |